# Hermann Wette

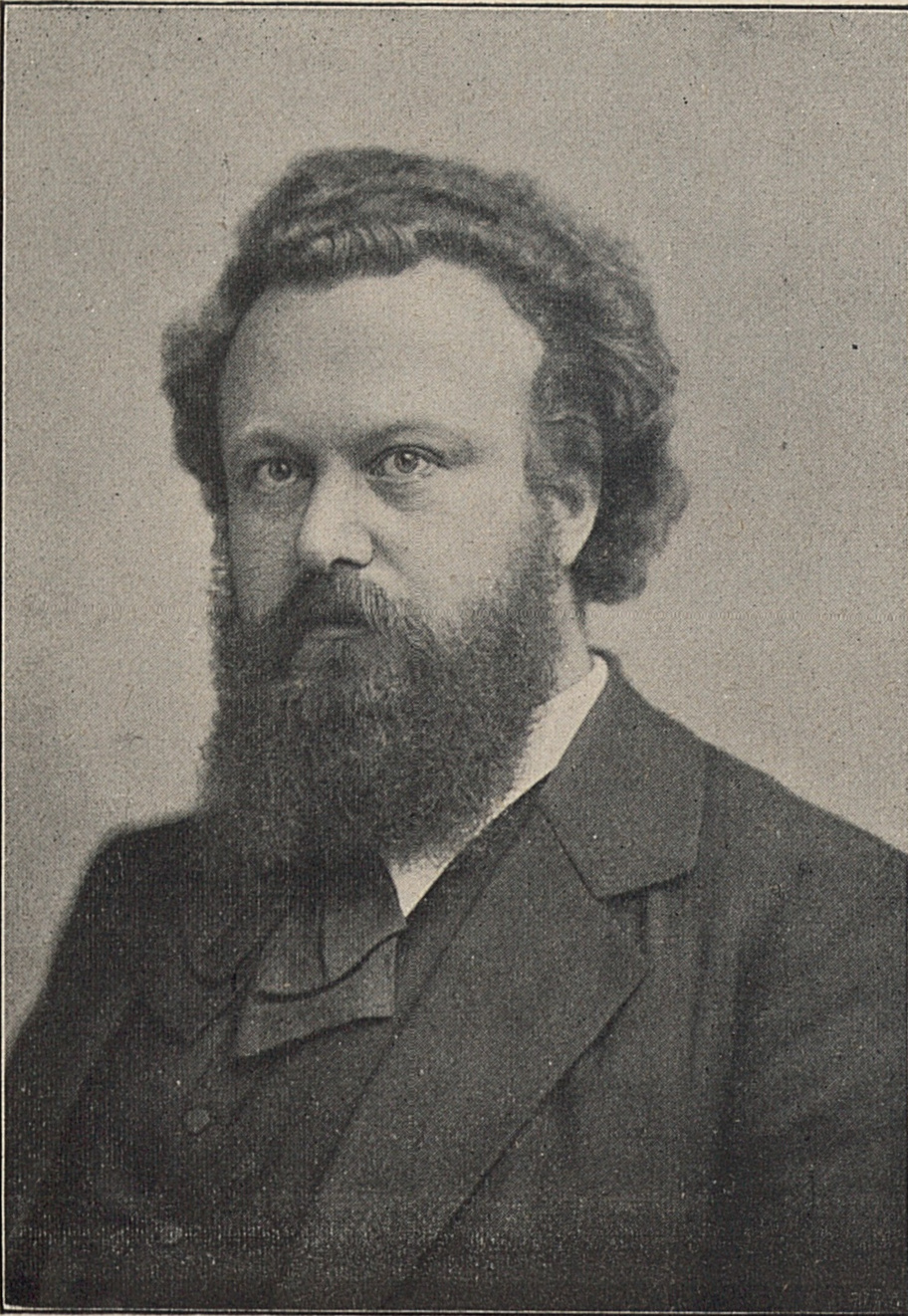
Hermann Wette

Hermann Wette (* 16. Mai 1857 in Herbern; † 10. August 1919 in Wiesloch) war ein deutscher Arzt und Schriftsteller.

## Leben
Hermann Wette, Sohn des gleichnamigen Kaufmanns, studierte nach dem Besuch des Gymnasiums in Münster und des Collegium Augustinianum Gaesdonck Medizin an den Universitäten Bonn, München, Halle, Wien und wurde 1880 in München promoviert. Ab 1881 war er als Arzt in Köln tätig und heiratete dort im selben Jahr die Schriftstellerin Adelheid Humperdinck, Schwester des Komponisten Engelbert Humperdinck. Gemeinsam  mit seiner Ehefrau Adelheid schrieb Wette das Libretto zu Humperdincks Oper Hänsel und Gretel.
Weitere Lebensstationen Wettes waren Eisenach und Darmstadt.
Hermann Wette starb 1919 im Alter von 62 Jahren in einer Heil- und Pflegeanstalt in Wiesloch.
Der Politiker Theodor Wette war sein jüngerer Bruder.

## Bedeutung
Wette ist heute weitgehend vergessen und wird in der Forschung als typischer nationalkonservativer und epigonaler Autor aus der Zeit des Wilhelminismus gesehen.

## Auszeichnungen und Ehrungen
- 1910 Preis der Johannes Fastenrath-Stiftung

## Werke (Auswahl)
- Was der Wind erzählt. Poesien in niederdeutscher Mundart. Köln: Ahn 1884
- Elsi, die seltsame Magd. Schweizer Volksstück in zwei Aufzügen. Musik von A. Mendelssohn. Köln, Berlin, Leipzig: Ahn [ca. 1892]
- Widukind. Drama in fünf Aufzügen. Köln: Rimbach und Licht 1894
- Westfälische Gedichte. Köln: Rimbach und Licht 1896
- Der Bärenhäuter. Teufelsmärchen. Berlin, Köln, Leipzig: Ahn 1897
- Fridolin, der Bettlerkönig. Eine Maienmär. Köln: Hübscher und Teufel 1899
- Krauskopf. Ein Entwicklungsroman. 3 Bde. Leipzig: Grunow 1903–1909
- Simson. Tragödie in fünf Akten nach Worten des Alten Testaments. Leipzig: Grunow 1904
- De Spökenkiker. Die Geschichte einer verirrten Menschenseele. Hamburg: Hermes o. J.
- Jost Knost, der Herkules von Latop. Eine Geschichte. Leipzig: Grunow 1908
- Neue westfälische Gedichte. Leipzig: Grunow 1909
- Pingsteblaumen. Neueste westfälische Gedichte. Leipzig: Grunow 1910
- Peter Schlemihl. Modernes Teufelsmärchen in fünf Akten. Leipzig: Grunow 1910
- Wunderliche Heilige. Drei Novellen. Dresden: Reißner 1912
- Westfälische Kriegsgedichte. Jena: Diederichs 1914
- Ostara. Kriegsmysterium 1914/15. Eisenach: Kayser 1915
- Helden und Händler. Ein Gedicht in Stabreimen. Hamburg: Deutschnationale Buchhandlung 1915
- Hermann Wette. Mauderspraok. Kleine Auswahl aus seinen Gedichten. Besorgt von Heinrich Luhmann. Münster: Aschendorff und Bielefeld-Bethel: Gieseking 1965. (= Kleine westf. Reihe 6. 27)